# Климентовка
Климе́нтовка (рос. Климентовка, башк. Климентовка) — присілок у складі Благоварського району Башкортостану, Росія. Входить до складу Кучербаєвської сільської ради.
Населення — 12 осіб (2010; 70 в 2002).
Національний склад:
- башкири — 67 %
- татари — 29 %